# Formosotoxotus malayanus
Formosotoxotus malayanus là một loài bọ cánh cứng trong họ Cerambycidae.